# Рейнджер (программа)

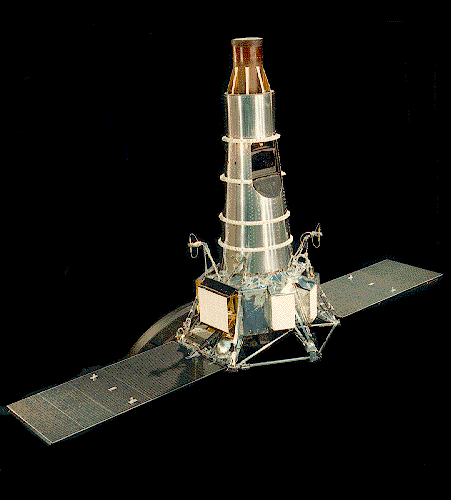
Космический аппарат «Рейнджер» (1961—1965) (NASA)

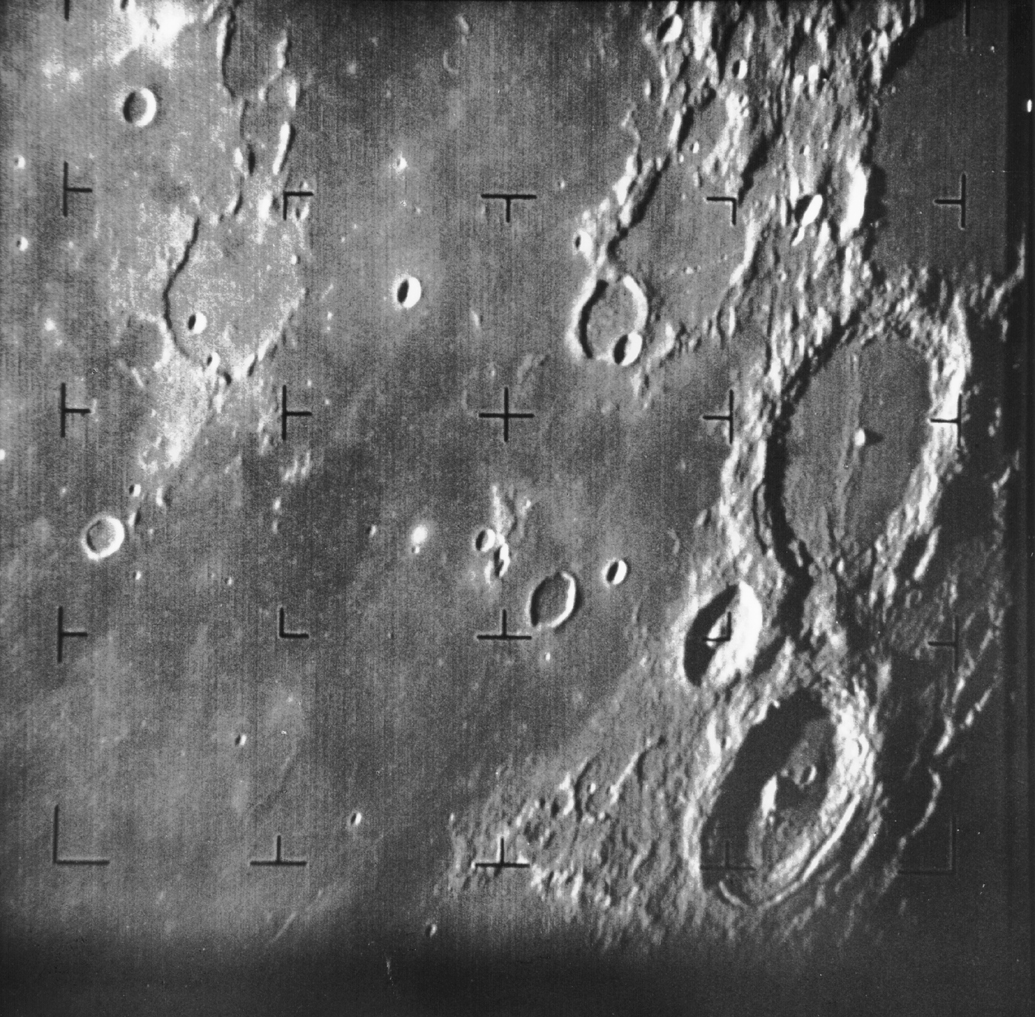
Первое изображение Луны в миссиях Рейнджер, переданное аппаратом Рейнджер 7 в 1964 году.

Программа «Рейнджер» (англ. Ranger) — серия непилотируемых космических миссий США по исследованию Луны в 1961—1965 гг., первая попытка США получить изображения Луны с близкого расстояния. Аппараты передавали изображения Луны до момента столкновения. На каждом «Рейнджере» было по шесть телекамер: две камеры F-канала (full) с разными углами обзора и 4 камеры P-канала (partial). Последнее изображение было получено между 2,5 и 5 секундами перед столкновением с высоты около 5 км для канала F и между 0,2 и 0,4 секундами до столкновения с высоты около 600 м для канала P. 

## История запусков
- Рейнджер-1, запущен 23 августа 1961, испытательный аппарат массой 306,2 кг, выведен на орбиту Земли, неисправность носителя Атлас-Аджена при попытке вывода на более высокую траекторию. Повторно вошёл в атмосферу Земли 30 августа 1961.[2]
- Рейнджер-2, запущен 18 ноября 1961, был выведен на низкую земную орбиту, но неисправность гироскопа помешала запланированному запуску на траекторию полета к Луне. Повторно вошёл в атмосферу 20 ноября 1961.[3]
- Рейнджер-3, запущен 26 января 1962, неисправность системы наведения, потерял Луну на расстоянии 36589 км.[4]
- Рейнджер-4, запущен 23 апреля 1962, неисправность компьютерного таймера, столкновение с Луной.[4]
- Рейнджер-5, запущен 18 октября 1962, неисправность питания аппарата, потерял Луну на расстоянии 720 км.[4]
- Рейнджер-6, запущен 30 января 1964, столкновение с Луной (море Спокойствия); не передал изображений, неисправность телевизионной системы.[4]
- Рейнджер-7, запущен 28 июля 1964, столкновение с Луной; переданы первые изображения высокого разрешения лунного моря.[4] Достиг Луны 31 июля. Первое изображение было получено в 13:08:45 UT с высоты 2110 км. Были переданы 4308 фотографий высокого качества на последних 17 минутах полёта. Последнее изображение перед столкновением имело разрешение 0,5 метра. После 68,6 часов полёта, Рейнджер 7 врезался в область между морем Облаков и океаном Бурь (впоследствии названную Море Познанное — лат. Mare Cognitum) в точке с координатами 10.63 S, 20.60 W.[5]
- Рейнджер-8, запущен 17 февраля 1965, столкновение с Луной (море Спокойствия), переданы дополнительные снимки высокого разрешения лунного моря.[4] Столкновение с Луной произошло 20 февраля 1965 в 09:57:37 UT в точке с координатами 2.71 N, 24.81 E.[1]
- Рейнджер-9, запущен 21 марта 1965, столкновение с Луной (кратер Альфонс), переданы изображения высокого разрешения для высокогорного кратера.[4] Столкновение произошло 24 марта 1965 в 14:08:20 UT в точке с координатами 12.91 S, 357.62 E.[1]

## Дополнительные источники
- Lunar Impact: A History of Project Ranger (PDF) 1977 (англ.) (Дата обращения: 9 января 2012)
- Lunar Impact: A History of Project Ranger (HTML) (англ.) (Дата обращения: 9 января 2012)